# امپراتور چین
امپراتور یا هوانگ‌دی (چینی: 皇帝؛ پین‌یین: Huángdì؛ فارسی: فغفور؛ معنی لغوی: "قدرت مطلق شاهوار") یک عنوان سلطنتی سکولاریته از فرمانروای چین بود که با آغاز سلطنت دودمان چین که چین را در سال ۲۲۱ پیش از میلاد متحد کرد شروع شد و با کناره‌گیری پویی در سال ۱۹۱۲ میلادی در دنبالهٔ انقلاب شین‌های و تأسیس حکومت جمهوری چین پایان یافت. در فارسی به آن فغفور اطلاق شده است؛ فغ به معنی خدای یا بت و پور یا فور به معنی پسر. بغپور.